# Television Infrared Observation Satellite
Television Infrared Observation Satellite plus généralement désigné par son acronyme TIROS (en français : « Satellite d'observation par télévision dans l'infrarouge »,) est un programme de satellites d'observation météorologiques développés par la NASA qui regroupe plusieurs séries aux capacités croissantes dont le lancement s'échelonne entre 1960 et 2009.
TIROS-1, placé sur une orbite basse le 1er avril 1960 depuis la base de lancement de Cap Canaveral à l'aide du lanceur Thor, est le premier satellite météorologique placé dans l'espace. Équipé de deux caméras de télévision permettant d'envoyer des images des nuages vers une station terrienne, il démontre l'apport d'un engin spatial dans le domaine de la météorologie malgré la brièveté de son fonctionnement, soit de 75 jours. TIROS-1 est le premier exemplaire d'une série de dix satellites expérimentaux lancés entre 1960 et 1965.
Il est suivi par la série des satellites ESSA (9 satellites lancés entre 1966 et 1968) qui constituent les premiers satellites météorologiques opérationnels mais dont les caractéristiques sont très proches (280 kg, stabilisés par rotation). Leur succèdent les satellites NOAA ITOS ou TIROS-M (8 satellites lancés entre 1970 et 1976) de masse proche mais stabilisés sur 3 axes. Les satellites TIROS-N (4 satellites lancés entre 1978 et 1981) ont une masse deux fois plus importante et sont dérivés des satellites météorologiques militaires américains DMSP (en anglais : Defense Meteorological Satellite Program). Les satellites TIROS-N Avancés (11 satellites lancés entre 1983 et 2009) sont caractérisés par une suite d'instruments beaucoup plus riche.
Le programme TIROS est remplacé par le programme Joint Polar Satellite System dont le premier exemplaire est placé en orbite en 2017.
Au fil des séries les caractéristiques des satellites évoluent fortement. Les premiers satellites de la série expérimentale sont lancés sur une orbite basse à faible inclinaison orbitale. Le satellite est alors en rotation rapide axiale, a une masse d'environ 140 kg et il emporte uniquement deux caméras. La dernière série du programme (les satellites TIROS-N Avancés) ont une masse de 1 440 kg et emportent une suite de huit instruments comprenant des radiomètres, des sondeurs infrarouge et micro-ondes, instrument de mesure de l'énergie solaire, détecteurs de protons et équipement de recherche et sauvetage. Ces derniers satellites circulent sur une orbite héliosynchrone et stabilisés sur 3 axes.

## Contexte
Au milieu du XIXe siècle, les météorologues prennent conscience que le climat ne résulte pas seulement des conditions atmosphériques locales mais également de phénomènes qui s'étendent sur de grandes distances. Pour déterminer l'évolution du temps il devient nécessaire de collecter des données climatiques sur des portions de plus en plus importantes de la surface de la Terre et à des altitudes de plus en plus élevées. Les équipements utilisés pour sonder l'atmosphère sont embarqués à bord de cerfs-volants et de ballons. Mais les données recueillies de cette manière ne permettent de répondre qu'à des besoins locaux et immédiats. Le développement de la météorologie à l'échelle synoptique (étude des phénomènes météorologiques s'étendant sur de vastes portions de la surface de la planète), entraîne une densification des relevés effectués. Un réseau de stations météorologiques se met en place à cette époque. Les données sont transmises à l'aide du télégraphe électrique dont l'usage s'est généralisé au cours de la décennie 1850.
Au début du XXe siècle, les ballons deviennent le principal outil utilisé par les scientifiques pour effectuer des recherches sur la haute atmosphère. Des chercheurs français découvrent au cours de ces vols la stratosphère dont l'existence démontre que l'atmosphère terrestre est composée d'au moins deux couches superposées. Cette découverte entraîne l'abandon de la théorie selon laquelle l'atmosphère terrestre serait constituée d'une enveloppe gazeuse simple. Au cours de la Première Guerre mondiale des chercheurs norvégiens exploitent des données recueillies par des ballons et développent les techniques d'analyse météorologique s'appuyant sur les masses d'air et les fronts. Durant ce conflit, les observations effectuées à l'aide de cerfs-volants et de ballons sont progressivement renforcées par l'utilisation des avions qui permettent d'effectuer des relevés jusqu'à une altitude de 3 à 4 kilomètres et dont les résultats présentent l'avantage d'être presque immédiatement disponibles. Cette nouvelle technique permet d'éliminer la récupération des instruments accrochés aux ballons qui nécessite parfois de parcourir des dizaines de kilomètres. Mais les mesures dans la stratosphère ne peuvent être réalisées par les avions des années 1920 et les instruments emportés par des ballons restent la principale source d'information pour cette partie de l'atmosphère.
La mise au point dans les années 1930 d'instruments permettant de transmettre les données par radio (radiosonde) ouvre la voie aux observations régulières de la stratosphère qui sont effectuées par des stations sur l'ensemble du globe. La montée en puissance de l'aviation commerciale et militaire entre les deux guerres ajoute de nouvelles responsabilités aux services météorologiques. Ceux-ci ont besoin d'informations actualisées et fiables. La Seconde Guerre mondiale accroît encore l'importance des prévisions météorologiques. Les forces aériennes et le transport maritime, qui jouent un rôle central dans le conflit, dépendent fortement de la fiabilité de ces prévisions. Par exemple, les météorologues jouent un rôle important dans la planification du débarquement de Normandie le 6 juin 1944.
À la fin du conflit, l'analyse globale du climat a fait de grands progrès aux États-Unis mais il reste encore beaucoup à faire pour que les prévisions météorologiques à l'échelle de la planète deviennent une réalité. Pour acquérir les données nécessaires au-dessus des océans, qui contribuent de manière particulièrement importante au développement des phénomènes météorologiques, il est nécessaire de collecter des données in situ à l'aide des bateaux situés en mer. Ces données sont recueillies dans un premier temps par les équipages des cargos et des paquebots puis par des navires spécialisés, des bouées et des avions. La radio et le radar permettent d'ouvrir au moins partiellement la météorologie à l'analyse météorologique. Il subsiste toutefois de grandes régions pour lesquelles on ne dispose de peu ou pratiquement aucune information : une grande partie des océans, des régions désertiques et des jungles, les calottes polaires et d'autres régions éparpillées. En 1957, on estimait que seulement 5 % de la surface de la planète faisait l'objet de recueil de données météorologiques continues.

## Historique

### Premières photos de la Terre vue de l'espace
Le recours à un satellite artificiel pour effectuer des observations météorologiques est évoqué pour la première fois dans un rapport classifié de la RAND Corporation préparé en 1951 pour une commission du Sénat américain. Mais c'est un article de Harry Wexler publié en mai 1954 et intitulé Observing the Weather from a Satellite Vehicle (en français : « Observation du temps à partir d'un satellite ») qui évoque pour la première fois l'apport d'un engin placé dans l'espace (en particulier pour le suivi des tempêtes) et précise ses caractéristiques idéales :
- Son altitude doit permettre d'avoir une vue quasi instantanée de l'ensemble de l'Amérique du Nord mais elle ne doit pas être trop élevée pour permettre d'identifier la topographie au sol.
- Il doit couvrir l'ensemble de la face éclairée de la Terre au moins une fois par jour.
- Les systèmes nuageux doivent être survolés au moins une fois toutes les 12 heures pour permettre de suivre l'évolution des tempêtes.
- Son déplacement doit se faire vers l'ouest pour détecter rapidement les nouvelles tempêtes qui se déplacent généralement de l'ouest vers l'est.

À la fin de la décennie 1940 et au début des années 1950, des instruments permettant d'étudier les couches supérieures de l'atmosphère sont lancés à très haute altitude (110 à 165 km) avec des fusées (missiles V-2 recyclés et fusées-sondes Viking) qui décollent depuis le Polygone d'essais de missile de White Sands, Nouveau-Mexique. Des caméras placées dans le cône de ces fusées parviennent à effectuer les premières photos de nuages prises à haute altitude. Ces expériences débouchent sur un premier concept de satellite d'observation de la Terre baptisé MOUSE (en anglais : Minimum Orbital Unmanned Satellite of the Earth). Ce projet de satellite stabilisé par rotation et de la taille d'un ballon de basket-ball inspire largement par la suite le programme TIROS. En 1954, une fusée-sonde Aerobee lancée depuis le sud-ouest des États-Unis prend des photos d'une tempête sur le golfe du Mexique qui révèlent des formes de nuages jusque là jamais observées qui permettent d'expliquer certaines précipitations mesurées par les stations terriennes. Cette découverte démontre l'apport des photos prises à très haute altitude.

### Début de l'ère spatiale
Comme tout nouveau concept, la réalisation d'un satellite dédié à la météorologie rencontre des résistances à la fois de la part des météorologues qui considèrent qu'il est préférable d'investir dans d'autres domaines et de la part de l'association professionnelle qui les réunit l'American Meteorological Society. À compter de 1954, des chercheurs commencent à publier des articles discutant de la faisabilité d'un satellite météorologique et des capteurs multi-fréquences qu'il est nécessaire de développer. Des études théoriques sont menées à compter de 1956 par le U.S. Weather Bureau, le Air Force Research Laboratory (AFRL), l'université d'État de Floride, et l'observatoire Blue Hill de l'université Harvard pour mesurer l'impact de satellites météorologiques sur l'analyse météorologique et les moyens de d'utiliser et de distribuer les données collectées. Le concept, qui ne relève plus de la science-fiction, gagne en crédibilité. Les débuts de l'ère spatiale sont posés lorsque le représentant des États-Unis annonce en 1955 que son pays lancera un satellite artificiel dans le cadre de l'Année géophysique internationale organisée en 1957-1958. Pour répondre à cet objectif, les États-Unis décident de développer un lanceur civil dans le cadre du programme Vanguard à vocation scientifique. La charge utile des premiers satellites doit être constitué d'instruments d'aéronomie (étude de la haute atmosphère) et de la météorologie. Mais le lanceur Vanguard, trop sophistiqué, rencontre des problèmes de mise au point ce qui permet à l'équipe dirigée par Wernher von Braun de lancer le premier satellite artificiel américain, Explorer 1, le 1er février 1958, en utilisant un lanceur Jupiter C, un missile à courte portée modifié. Le premier satellite, aux objectifs partiellement météorologiques est Vanguard 2. À cette époque, le programme spatial en genèse est largement élaboré au sein de laboratoires militaires. Les chercheurs qui conçoivent Vanguard 2 font ainsi partie du Signal Corps Laboratories, un laboratoire du service des télécommunications de l'Armée de Terre américaine et de l'Air Force Research Laboratory (AFRL) service de recherche de l'Armée de l'Air. Vanguard 2 est un satellite de 45 kilogrammes qui emporte un radiomètre. Celui-ci permet de prendre une image ligne par ligne en exploitant la rotation du satellite. Mais le satellite, lancé en orbite le 17 février 1959, est mal équilibré, et au lieu d'être animé d'un mouvement de rotation uniforme, il oscille rendant les images prises inexploitables. Explorer 6, qui est lancé le 13 octobre 1959, collecte pour la première fois des données intéressant la météorologie. Il effectue la première mesure du bilan radiatif de la Terre,.

### Genèse du premier satellite météorologiqueTIROS-1

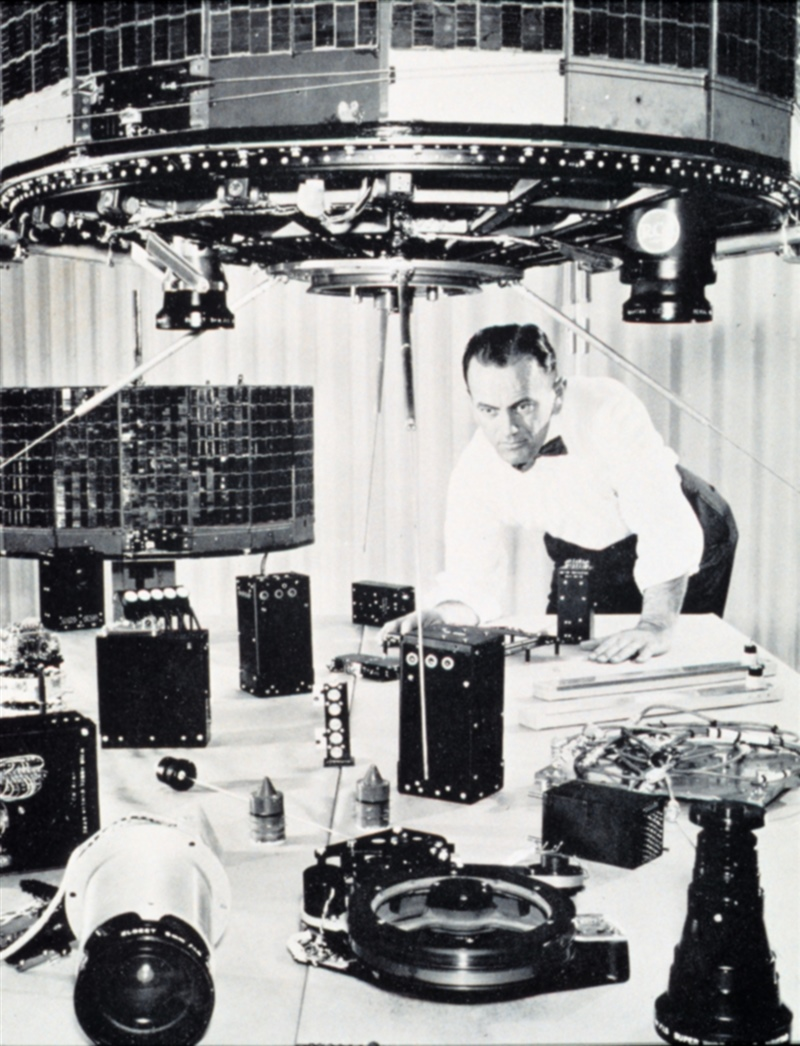
Les principaux équipements et instruments des premiers satellites TIROS : au premier plan les deux caméras entourant l'enregistreur à bande magnétique.

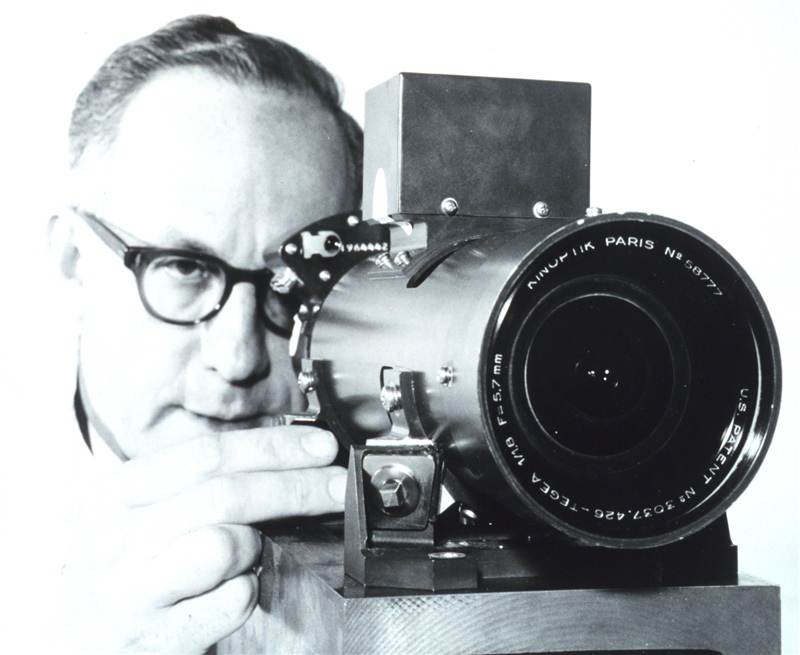
Mise au point d'un objectif avant son installation sur une caméra d'un satellite TIROS.

En 1951, la société RCA, à l'époque leader dans le domaine de l'électronique, est chargée par RAND Corporation d'étudier un satellite emportant des caméras de télévision. Cette étude reste sans suite mais les ingénieurs de RCA parachèvent leurs travaux et dès 1956 proposent un satellite équipé de leurs caméras à tube Vidicon aux militaires pour en faire un satellite de reconnaissance et au U.S. Weather Bureau pour couvrir des besoins météorologiques. Leur proposition ne rencontre aucun succès. Wernher von Braun, qui est à l'époque, responsable de la conception du missile balistique Redstone au sein de l'Army Ballistic Missile Agency (ABMA), une unité de l'Armée de terre américaine, souhaite jouer un rôle dans le développement des satellites et est intéressé par la proposition de RCA sans doute car son projet de satellite Orbiter est écarté au profit du programme Vanguard. Un premier contrat est passé en 1956 par l'ABMA avec RCA pour le développement d'un satellite équipé des caméras proposées par cette société pouvant être lancé par le lanceur Jupiter C. Mais celui-ci ne peut placer en orbite qu'une charge utile de 11 kilogrammes. Mais alors que l'objectif initial était le développement d'un satellite météorologique, la capacité de celui-ci à jouer le rôle de satellite de reconnaissance a sans doute joué dans la décision de von Braun. Le contrat passé avec RCA, très ambitieux, compte tenu de l'état de l'art dans le domaine spatial à l'époque, couvre la conception du satellite, la mise au point des systèmes de contrôle d'attitude et de contrôle thermique, l'étude de la dynamique orbitale, le développement de l'électronique et la réalisation des équipements nécessaires pour la station au sol.
Pour être compatible avec les capacités très limitées du lanceur Jupiter C, le satellite conçu par RCA a la forme d'un long cylindre de faible diamètre (12 centimètres) et d'une masse d'environ 9 kilogrammes. Mais cette première esquisse se heurte à deux problèmes : du fait de sa forme, le satellite a tendance à culbuter (cela se vérifie avec Explorer 1 développé par von Braun qui adopte la même forme) et il est difficile de faire chuter la vitesse de rotation du satellite des 450 tours par minute imprimés avant le lancement aux 7-12 tours par minute nécessaires pour permettre la prise de photos. Devant les difficultés rencontrées, les ingénieurs optent pour une forme de cylindre plat qui permet de stabiliser l'axe de rotation. Les concepteurs prennent également en compte la disponibilité d'un lanceur plus puissant, le Juno II, dont la charge utile est de 38 kg. Le diamètre plus important permet également de limiter la vitesse de rotation initiale. Un dispositif constitué de masselottes placées à l'extrémité de quatre câbles longs d'environ deux mètres qui doivent être déroulés en orbite pour ralentir la vitesse de rotation jusqu'à la valeur désirée (c'est le système du yoyo encore utilisé de nos jours). Le concept de satellite résultant est baptisé Janus II.
À la suite du lancement du premier satellite artificiel par l'Union soviétique (Spoutnik 1), les responsables américains réagissent en créant le 7 février 1958 au sein du département de la Défense, le service de recherche DARPA (en anglais : Defense Advanced Research Projects Agency), une agence chargée de coordonner les différents projets spatiaux jusque là dispersés au sein des différentes forces militaires américaines. La nouvelle agence est désormais responsable du développement du programme de satellite météorologique. C'est elle qui décide de la réalisation du lanceur Juno II. Après une revue complète du projet de satellite ABMA/RCA et un examen de projets concurrents, la DARPA décide que le développement d'un satellite météorologique constitue un objectif urgent à priorité très élevée. En conséquence, la conception du satellite de la RCA est clairement orientée dans cet objectif abandonnant les velléités de construction d'un satellite de reconnaissance. En mars 1958, le président américain Eisenhower annonce qu'il décide de confier le développement des satellites non militaires à une agence spatiale civile, la National Aeronautics and Space Administration (NASA) qui reprend à la fois les établissements de la NACA (en anglais : National Advisory Committee for Aeronautics) et les entités militaires consacrés à des programmes spatiaux à objectif civil. Mais la mise en place de la NASA prend du temps et le département de la Défense demande à la DARPA de poursuivre ses travaux sur le satellite météorologique. En mai 1958, la DARPA crée un comité pour définir les spécifications du satellite. Le comité implique les organisations ayant déjà directement travaillé sur le projet ainsi que les établissements en cours de regroupement au sein de la NASA. Le chef de projet fait partie de la DARPA et le comité comprend des représentants de l'ABMA, de la NACA, de l'Office of Naval Research (ONR), de la RAND Corporation, de RCA, du U.S. Weather Bureau, de l'Air Force Research Laboratory du service des télécommunications de l'Armée de terre américaine (Army Signal Corps) et de l'université du Wisconsin. Au milieu de 1958, la décision est prise de confier le développement du satellite à RCA tandis que ABMA est chargé de fournir le lanceur,.
Comme tous les lanceurs Juno II sont réquisitionnés pour le lancement des satellites Explorer et Pioneer, la DARPA sélectionne une version plus avancée, le lanceur Juno IV, en cours de développement. Ce lanceur peut placer 226 kilogrammes en orbite basse. Son étage supérieur est compatible avec la forme en disque retenue pour TIROS et la propulsion à ergols liquides de cet étage se contente d'une vitesse de rotation compatible avec les prises d'image par les caméras du satellite. Les caractéristiques physiques, la forme et la masse du satellite TIROS qui sera lancé sont entièrement définis par rapport aux caractéristiques de ce lanceur. Mais la prise en main du programme spatial par la NASA se traduit par l'abandon du développement du lanceur Juno IV et le lancement du satellite TIROS est affecté au lanceur Thor-Able, plus puissant (charge utile de 120 kg en orbite basse). L'étage supérieur de celui-ci est à propergol solide et nécessite donc une vitesse de rotation rapide. Le système du yoyo qui a été abandonné est réintroduit sur le satellite.
Le comité valide le recours aux caméras à tube Vidicon proposées par RCA. Il propose d'équiper le satellite de trois caméras dotées respectivement d'objectifs grand angle, standard et d'un téléobjectif. Ce dernier, qui a une résolution spatiale de 100 mètres, est abandonné car les autorités estiment à l'époque qu'elle peut dévoiler des installations couvertes par le secret militaire. Au printemps 1959, le projet de satellite, baptisé TIROS-1 (en anglais : Television Infrared Observation Satellite, en français : « Satellite d'observation par télévision dans l'infrarouge ») est transféré à la NASA,.
Le transfert par les militaires du programme TIROS à la NASA devient effectif le 13 avril 1959 (pour le détecteur infrarouge les conditions du transfert font l'objet de contestations et la mise au point de cet instrument est retardée et il ne sera installé sur la série de satellites qu'à partir de TIROS-2). Le centre de vol spatial Goddard est chargé au sein de la NASA de la direction du projet, du suivi en vol, de la gestion du centre de contrôle, du suivi technique des développements de RCA (charge utile intégrée et certains équipements au sol) et du développement du détecteur infrarouge. Le développement du lanceur et son lancement est assuré par son constructeur Douglas Aircraft. Le Army Signal Corps assure l'acquisition et le transfert des données entre le satellite et la Terre et le U.S. Weather Bureau analyse et transfère ces données, les distribue et les archive.

### La série expérimentale desTIROS

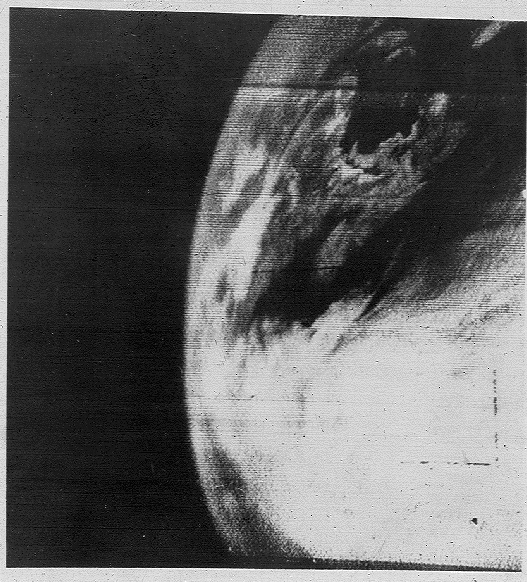
La première image transmise par TIROS-1.

Dix satellites TIROS expérimentaux sont lancés entre 1960 et 1965 avec un taux de succès de 100 %, remarquable pour l'époque. Les avantages présentées par le satellite pour effectuer des observations météorologiques à grande échelle sont perçus immédiatement. Différentes améliorations sur certains des satellites de cette série et seront généralisées sur la série suivante :  
- Le système APT (en anglais : Automatic Picture Transmission) testé sur TIROS-8 permet à des stations au sol équipées de récepteurs très simple de recevoir en temps réel les images collectées par une caméra dédiée.
- L'axe de rotation de TIROS-9 est désormais perpendiculaire et non plus parallèle au plan orbital. En conséquence les caméras, qui sont placées sur la tranche du corps cylindrique et non sous le cylindre, sont à chaque tour pointée directement vers la Terre. Cela facilite la localisation de la photo prise et permet des prises de vue continue.
- TIROS-10 est placé sur une orbite héliosynchrone (les exemplaires précédents circulaient sur une orbite faiblement inclinée). Sur cette orbite le satellite n'exclue plus les latitudes les plus élevées et les photos sont prises toujours à la même heure ce qui facilite les observations. Cette technique permet des observations à l'échelle planétaire et permet de lancer d'importants projets scientifiques et débouchera par la suite sur le Programme mondial de recherches sur le climat.

### Un système opérationnel: la sérieESSA
Les dix premiers TIROS permettent d'affiner les techniques et les procédures mais sans permettre une couverture permanente. Pour exploiter de manière opérationnelle les données recueillies par les satellites d'observation de la Terre, dont les TIROS, l'administration américaine crée en 1965 une nouvelle agence fédérale, l'Environmental Science Services Administration (ESSA). La série qui succède aux TIROS et est baptisée ESSA ou TOS (TIROS Operational System) comprend neuf satellites, ESSA-1 à ESSA-9 lancés entre 1966 et 1969, tous placés en orbite héliosynchrone. Les satellites ont des caractéristiques générales similaires à la série précédente mais leur charge utile et leur orbite reprend les configurations testés sur les derniers TIROS. Les satellites au numéro impair embarquent des caméras APT qui transmettent leurs images en temps réel aux stations locales qu'ils survolent alors que ceux qui ont un numéro impair ont des caméras AVCS qui transmettent les images toutes les 12 heures aux stations terriennes de l'ESSA. Les images prises sont exploitées comme celles des TIROS mais désormais pour estimer la force des ouragans et produire des bulletins d'alerte. Les images permettent également d'identifier les courants-jets, les dorsales, les dépressions et les centres des vortex.
En 1959, le centre de vol spatial Goddard, établissement de la NASA, lance le programme Nimbus dont l'objectif est de développer la famille de satellites qui doit prendre la suite des TIROS. Le service météorologique américain finance le programme, mais en 1963, à la suite de déboires rencontrés par le projet, elle retire ses fonds et décide de continuer à utiliser les TIROS. La NASA poursuit seule le développement du programme Nimbus (huit satellites sont lancés entre 1964 et 1978) qui vont désormais servir de banc d'essais pour tester les innovations techniques et expérimentales. Les Nimbus vont jouer un rôle central dans le recours à la stabilisation sur 3 axes des satellites et la mise au point de caméras Vidicon évoluées, des imageurs infrarouges, des radiomètres à micro-ondes et des sondeurs infrarouges. Toutes ces innovations seront déployées progressivement sur les séries des satellites TIROS,.

### ITOS- Stabilisation sur 3 axes et remplacement des caméras à tube vidicon par des radiomètres
La série des ITOS (en anglais : Improved TOS) qui succède aux TOS/ESSA introduit la stabilisation sur trois axes qui permet d'améliorer de manière significative les performances puis les caméras sont désormais en permanence opérationnelle. Le premier satellite ITOS-1 (ou TIROS-M) est lancé en janvier 1970. Les trois premiers satellites combinent caméras Vidicon et AVCS c'est-à-dire que chacun d'entre eux tient le rôle de deux des satellites de la série précédente. Sur les cinq satellites suivants (le premier NOAA-2 est lancé en octobre 1972) les radiomètres à balayage VHRR (en anglais : Very High Resolution Radiometer) remplacent les caméras à tube vidicon et fournissement de jour comme de nuit des images infrarouges. Les radiomètres inaugurent l'ère des instruments multi-canaux même si sur cette série seuls deux canaux (visible et infrarouge) sont disponibles.

### TIROS-N- Mesure des profils de température et d'humidité
L'étape suivante dans le domaine de l'observation consiste à mesurer le profil vertical de la température et de l'humidité qui constituent des paramètres essentiels pour comprendre les phénomènes météorologiques et permettre d'effectuer des prévisions. Des travaux de recherche publiés en 1958 et 1959 qu'il était possible de déterminer la température de l'atmosphère en mesurant la bande d'absorption du CO2 et de déduire le taux d'humidité en utilisant les mêmes mesures pour la molécule d'eau. La température de surface est déterminée en effectuant des mesures spectrales dans les longueurs d'onde qui peuvent traverser l'atmosphère. La série TIROS-N est la première à exploiter cette technique. L'instrument AVHRR/1 observe cinq bandes spectrales : 0,58-0,68 micromètre, 0,72-1,1 micromètre, 3,55-3,93 micromètre, 10,3-11,3 micromètres et 11,5-12,5 micromètres. Le premier exemplaire de la série est placé en orbite en octobre 1978.

## Description

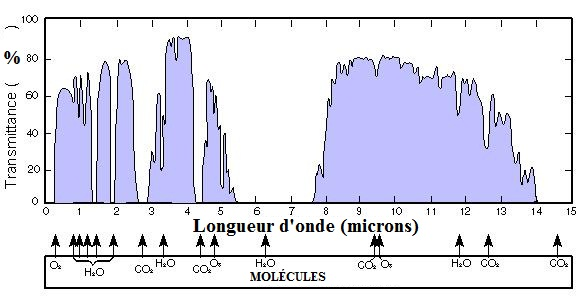
La transmittance de l'atmosphère dans les micro-ondes selon l'absorption des molécules qui le forment.

Ces satellites tournent en orbite héliosynchrone entre 700 et 900 km du sol et permettent donc une très grande résolution des données. Ils travaillent par paire, l'un faisant sa rotation autour des pôles à l'inverse de l'autre afin de couvrir chaque point survolé d'une couverture maximale pour pallier le fait qu'ils ne sont pas géostationnaires comme les satellites GOES ou Météosat. Leur période de révolution (durée nécessaire pour accomplir un tour complet de la Terre) est d'environ 102 minutes, si bien qu'ils survolent l'équateur au moins 14 fois par jour, en passage ascendant et descendant. Les deux satellites étant déphasés, une même région est survolée au moins quatre fois par jour à un intervalle d'environ 6 heures.
Avec chaque génération, les instruments de bord se sont améliorés et se classent en trois catégories : 
- des radiomètres qui captent différentes longueurs d'onde du spectre électromagnétique. Ceux du prochain NOAA-18 (2007) sont des AVHRR (en anglais : Advanced Very High Resolution Radiometer) à résolution de 1,1 km sous le satellite. Ils ont cinq canaux :
  - 0,58 à 0,68 micromètre (visible),
  - 0,725 à 1,10 micromètre (proche infrarouge),
  - 3,55 à 3,93 micromètres (infrarouge moyen),
  - 10,3 à 11,3 micromètres (infrarouge thermique) avec une résolution de 0,12 degrés Celsius,
  - 11,5 à 12,5 micromètres (infrarouge thermique) avec une résolution de 0,12 degrés Celsius ;
- des imageurs à balayage continu ;
- des capteurs de type TOVS (en anglais : Tiros Operational Vertical Sounder) pour tirer des informations sur la structure verticale de température, d'humidité et d'ozone de l'atmosphère qui utilisent l'infrarouge et les micro-ondes.

De plus, depuis un certain temps[Quand ?], ces satellites sont munis de systèmes d'écoute et de retransmission des balises de détresses pour la recherche et sauvetage.

## Utilisation
Les satellites TIROS sont complémentaires aux satellites géostationnaires en donnant des informations météorologiques à une plus grande résolution mais à une fréquence moins grande. Ils permettent la mesure de température par satellite, celle de la quantité de vapeur d'eau et enfin de l'albédo terrestre.
Leurs données sont donc surtout utilisées pour suivre des systèmes de plus longue évolution comme les courants marins et la brume qu'ils génèrent, ainsi que le registre de température par satellite. De plus, ils sont les seuls à pouvoir donner des informations dans les régions polaires que les satellites GOES ou Météosat ne voient qu'à angle rasant.

## Caractéristiques détaillées de chaque série

### TIROS

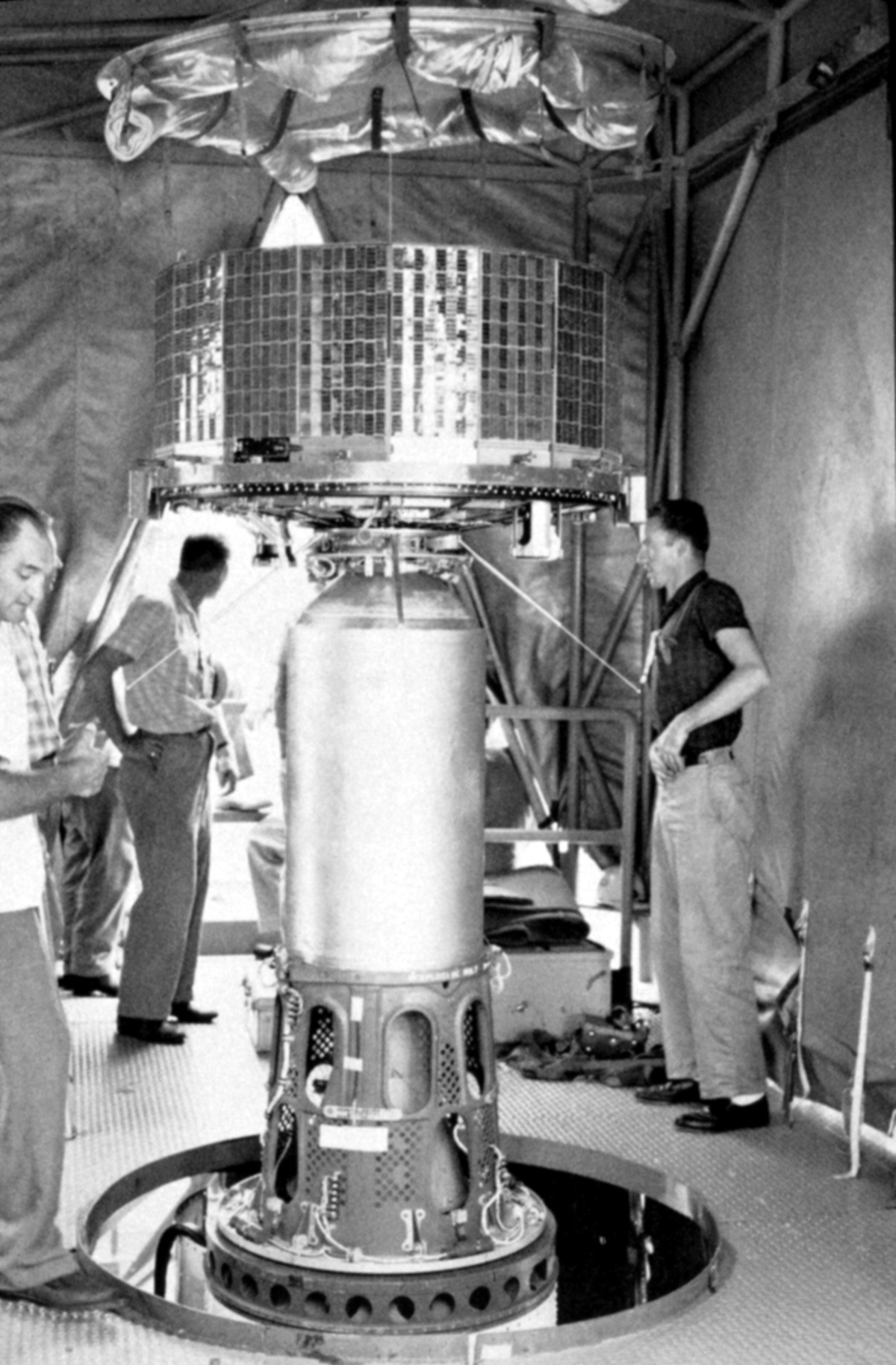
Un des premiers satellites TIROS fixé au sommet de son lanceur, vers 1961.

La première série des satellites TIROS est expérimentale. Les satellites ont la forme d'un cylindre plat comportant 18 facettes sur la tranche et mesurant 107 cm par 56 cm en incluant les objectifs. Le satellite est stabilisé par rotation. Les côtés du cylindre et la partie supérieure (à l'opposé du système d'attache au lanceur) sont recouverts de 9 200 cellules photovoltaïques au silicium qui ont un rendement de 7,5 % et fournissent 25 000 watts-minutes par jour (puissance moyenne 17 watts). Il pèse 122,5 kilogrammes, en incluant les accumulateurs nickel-cadmiun et le propergol solide utilisé par les propulseurs chargé de maintenir la vitesse de rotation entre 8 et 12 tours par minute.
Les satellites TIROS sont munis de deux caméras de télévision à balayage lent prenant des photos de la Terre sous le satellite, jusqu'à une photo toutes les dix secondes. Les caméras sont de construction robuste et pèsent moins de 2 kg, en incluant les objectifs. La première est équipée d'une objectif grand angle avec un champ de vision de 1 207 km de chaque côté du point sous le satellite et la seconde d'un objectif standard avec un angle de vision de 129 km. La prise d'images est pré-programmée et les photos sont emmagasinées sur deux unités à bande magnétique, une pour chaque caméra, pour diffusion ultérieure lorsque le satellite est éloigné d'une antenne réceptrice. Chaque ruban mesure 122 mètres de long, soit assez pour enregistrer 32 photos. Les images sont transmises au sol uniquement lorsque le satellite survole une des deux stations de réception et le contrôle au sol peut alors commander de prendre des photos chaque 10 ou 30 secondes.
Le premier exemplaire de la série, TIROS-1, est placé en orbite par un lanceur Thor-Able qui décolle depuis la base de lancement de Cap Canaveral. Les suivants sont placés en orbite par un lanceur Thor-Delta légèrement plus puissante. Les huit premiers exemplaires sont placés sur une orbite terrestre basse non polaire (inclinaison orbitale comprise entre 48° et 58°) tandis que les deux derniers sont placés sur une orbite polaire plus opérationnelle (seul car permettant de couvrir l'ensemble des latitudes. Les TIROS de cette série ont leur axe de rotation qui est parallèle au plan orbital, si bien que leurs caméras ne peuvent fournir des images que durant un quart de l'orbite. TIROS-9 teste une orientation de type « roue » (l'axe de rotation est perpendiculaire au plan orbital ce qui permet de maintenir en permanence une des caméras tournées vers la Terre. Ce mode de fonctionnement sera généralisé pour la série ESSA.
Plusieurs équipements et instruments sont installés seulement sur certains satellites de la série, : 
- un radiomètre infrarouge à résolution moyenne et à cinq canaux est installé sur les TIROS-2, 3, 4, 7 pour mesure le rayonnement émis par la surface de la Terre et l'atmosphère ;
- un radiomètre infrarouge grand angle est installé à bord de TIROS-3 et 4. Il fournit des données sur le bilan radiatif de la Terre ;
- un radiomètre infrarouge basse résolution omnidirectionnel équipe TIROS-3, 4 et 7. Il fournit des données sur le bilan radiatif de la Terre ;
- un détecteur d'ions est installé à bord de TIROS-6 ;
- TIROS-4, 9 et 10 n'embarquent pas de caméra à objectif standard ;
- TIROS-8 teste pour la première fois une caméra APT qui retransmet ses images en direct aux stations terriennes locales. Celle-ci sera généralisée à la série suivante (ESSA).

| Désignation | Autre appellation | Date lancement    | Durée de vie | Lanceur      | Masse    | Orbite                | Identifiant | Complément                                                                                   |
| ----------- | ----------------- | ----------------- | ------------ | ------------ | -------- | --------------------- | ----------- | -------------------------------------------------------------------------------------------- |
| TIROS-1     | Tiros-A           | 1er avril 1960    | 78 jours     | Thor-Able    | 122,5 kg | 631 × 665 km, 48,4°   | 1960-002B   |                                                                                              |
| TIROS-2     | Tiros-B           | 23 novembre 1960  | 376 jours    | Thor-Delta   | 127 kg   | 374 × 394 km, 48,5°   | 1960-016A   |                                                                                              |
| TIROS-3     | Tiros-C           | 12 juillet 1961   | 180 jours    | Thor-Delta   | 129 kg   | 742 × 812 km, 47,9°   | 1961-017A   |                                                                                              |
| TIROS-4     | Tiros-D           | 8 février 1962    | 180 jours    | Thor-Delta   | 129 kg   | 712 × 840 km, 48,3°   | 1962-002A   |                                                                                              |
| TIROS-5     | Tiros-E           | 19 juillet 1962   | 11 mois      | Thor-Delta   | 129 kg   | 586 × 972 km, 58,0°   | 1962-025A   |                                                                                              |
| TIROS-6     | Tiros-F           | 18 septembre 1962 | 13 mois      | Thor-Delta   | 127,5 kg | 686 × 712 km, 58,0°   | 1962-047A   |                                                                                              |
| TIROS-7     | Tiros-G ou A52    | 19 juin 1963      | 5 ans        | Thor-Delta B | 134,7 kg | 621 × 649 km, 58,2°   | 1963-024A   |                                                                                              |
| TIROS-8     | Tiros-H ou A53    | 21 décembre 1963  | 3,5 ans      | Thor-Delta B | 265 kg   | 691 × 775 km, 58,5°   | 1963-024A   | Comprend le système APT de transmission en temps réel.                                       |
| TIROS-9     | Tiros-I ou A54    | 22 janvier 1965   | 2 ans        | Thor-Delta C | 138 kg   | 705 × 2 582 km, 96,4° | 1965-004A   | Placé sur une orbite très elliptique dû à la défaillance du système de guidage du satellite. |
| TIROS-10    | Tiros OT-1        | 2 juillet 1965    | 1 an         | Thor-Delta C | 138 kg   | 751 × 837 km, 98,6°   | 1965-051A   | Placé sur une orbite quasi polaire.                                                          |

TIROS-1
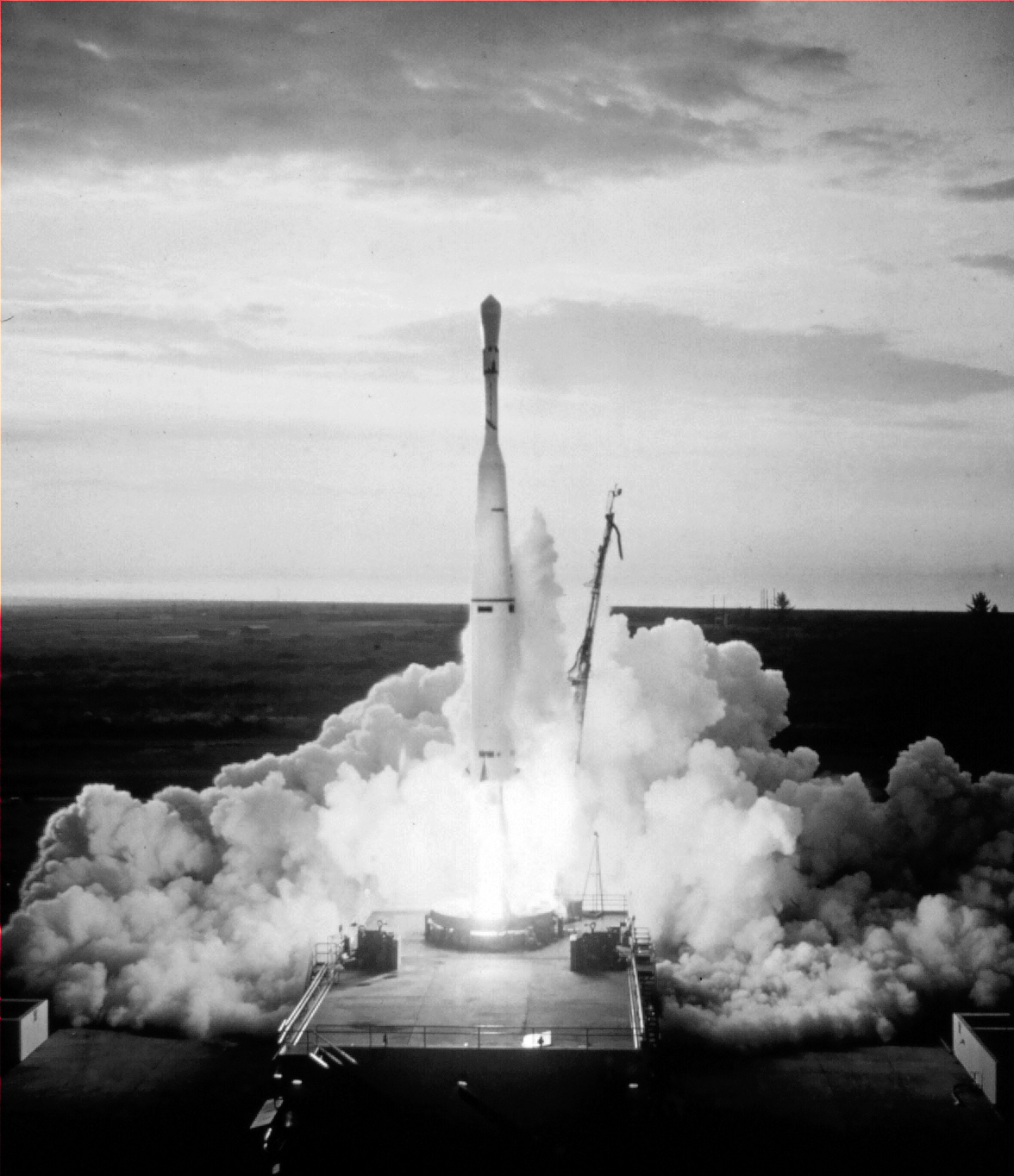
Le lancement du satellite TIROS-1.
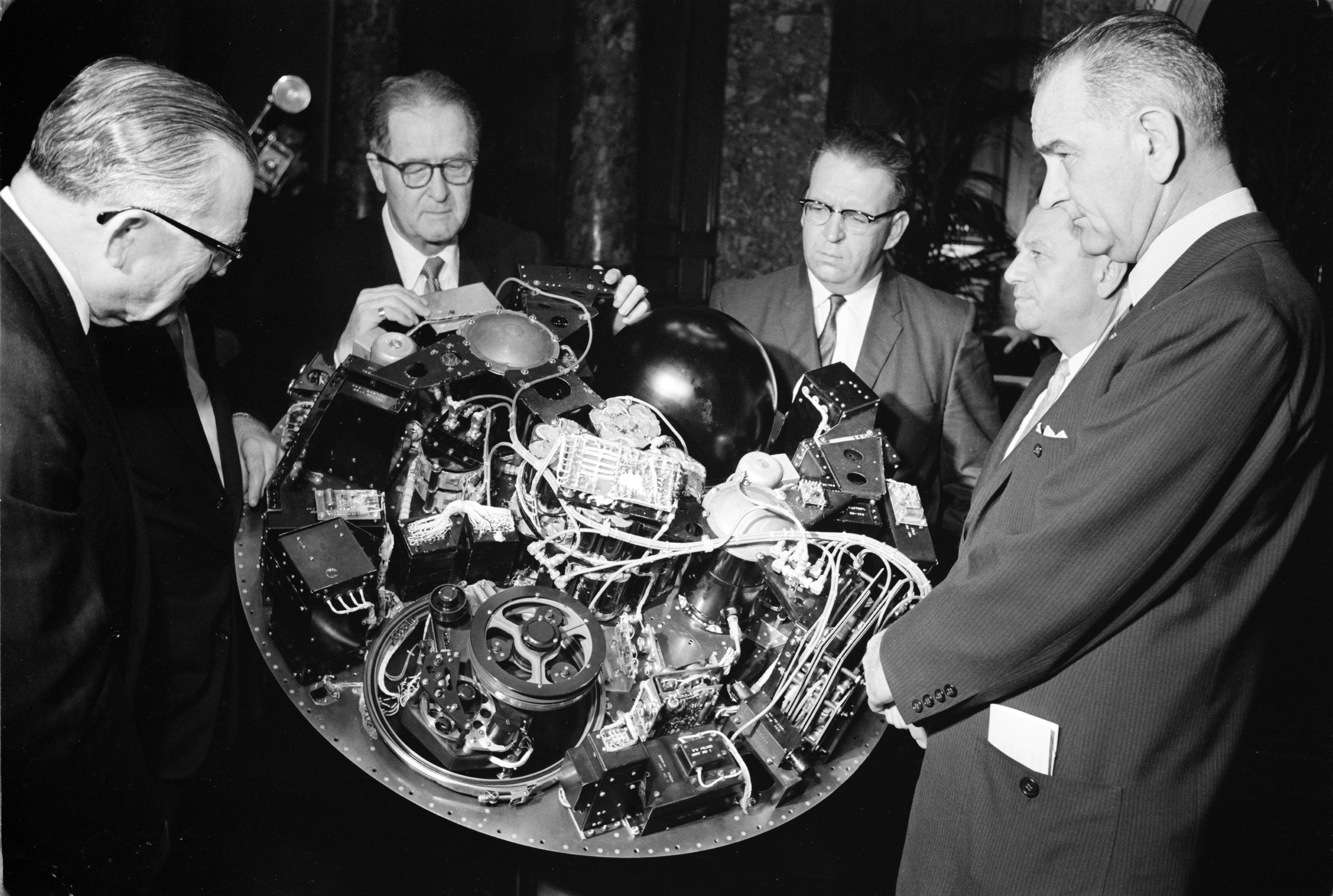
La structure interne du satellite TIROS-1.
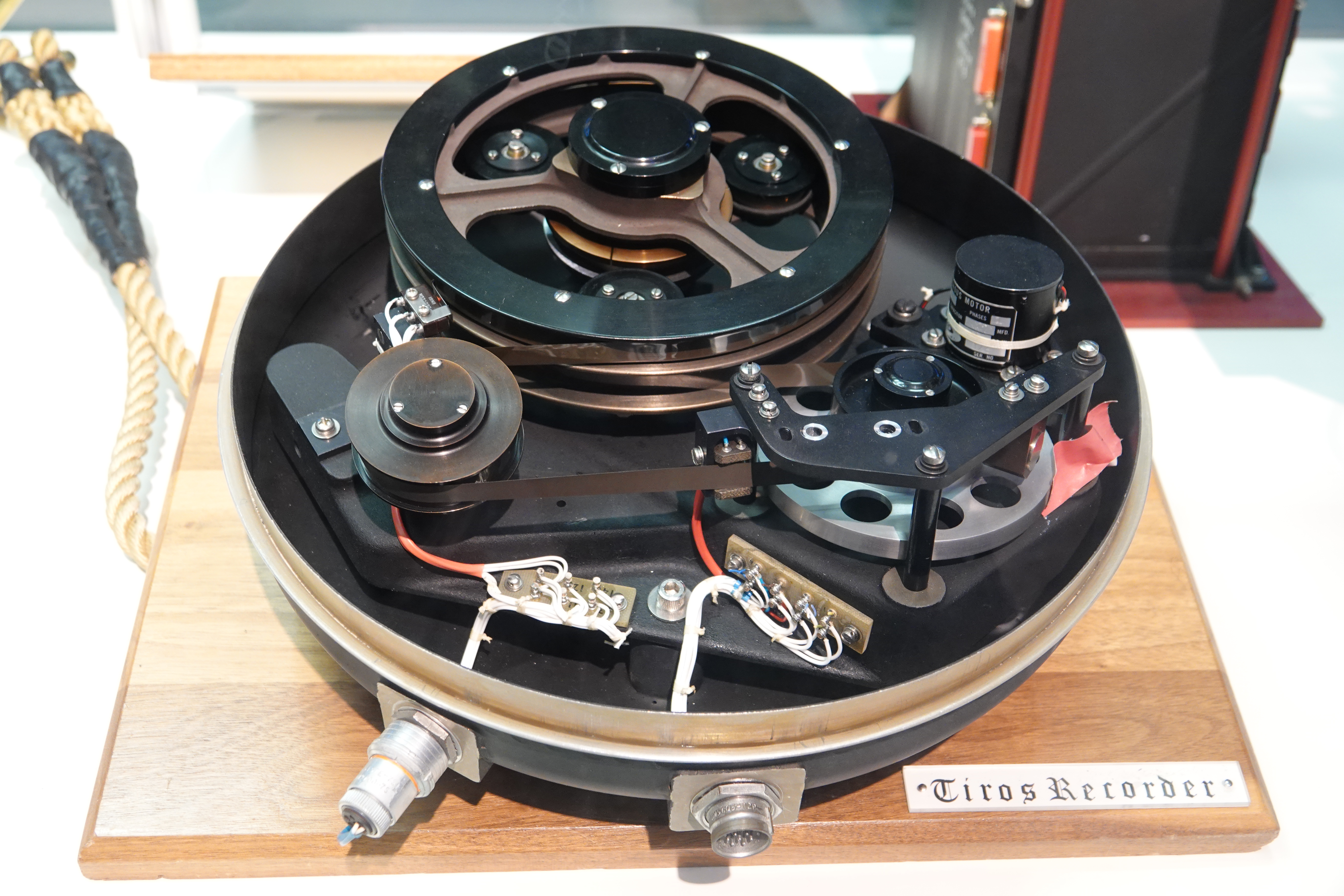
L'enregistreur à bande magnétique utilisé par TIROS-1 pour stocker les images prises par ses caméras.

### ESSA

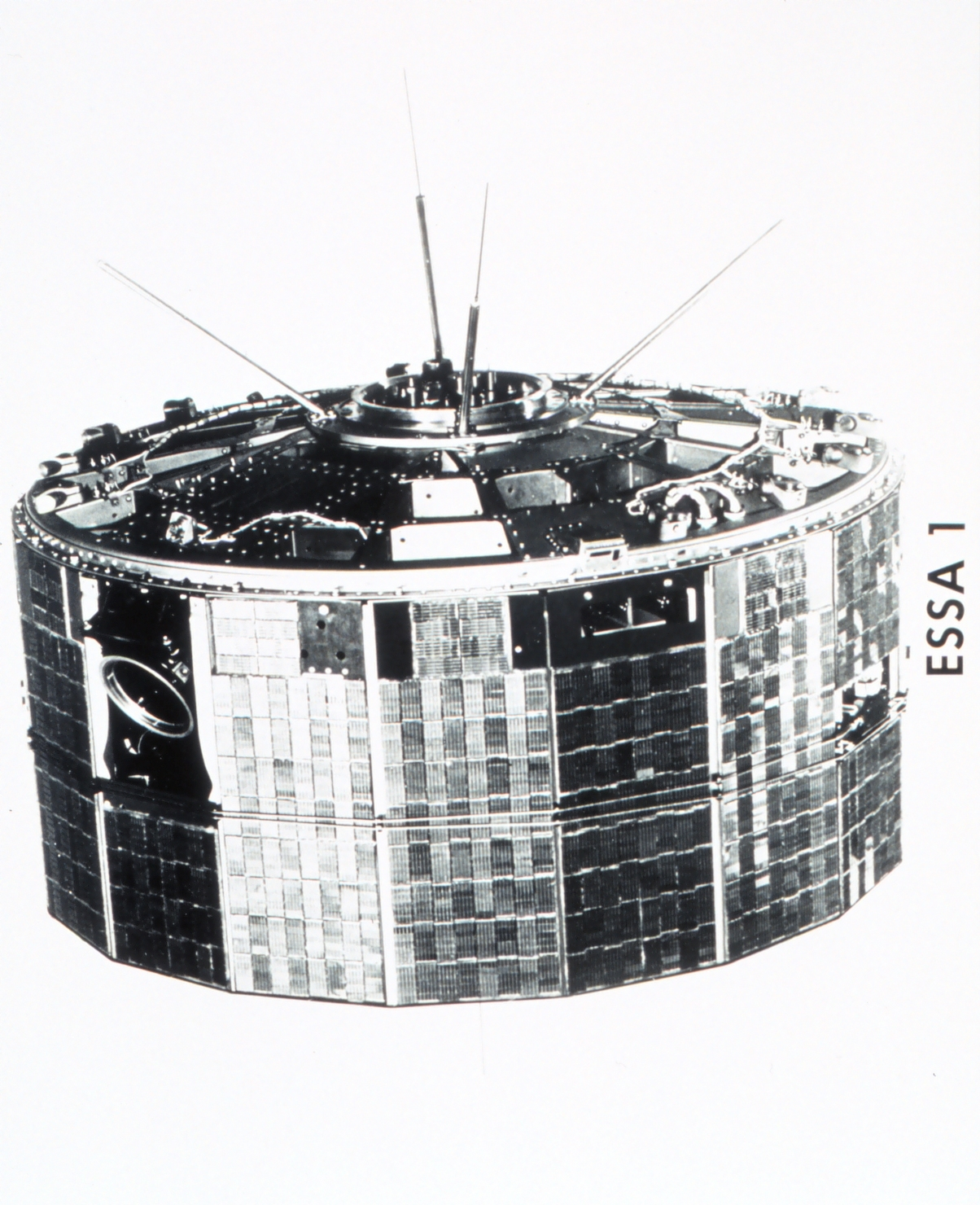
Le satellite ESSA-1, premier satellite de la série ESSA. Ses caractéristiques sont proches des TIROS hormis la position des caméras placées sur la tranche et non à la base du corps cylindrique.

Les satellites de la série ESSA ou TOS (en anglais : TIROS Operational System) sont similaires à ceux de la série TIROS avec des capacités accrues. La résolution des images est améliorée. Les images peuvent être transmises directement à 300 stations météorologiques situées dans 45 pays lorsque le satellite les survole. Le satellite est toujours stabilisé par rotation mais son axe est désormais perpendiculaire et non plus parallèle au plan orbital. En conséquence les caméras ne sont plus placées sous le corps cylindrique mais sur la tranche de celui-ci. Cette disposition permet d'améliorer les prises de vue, .
| Désignation | Autre appellation | Date lancement   | Durée de vie / fin | Lanceur  | Masse  | Orbite                   | Identifiant | Complément                 |
| ----------- | ----------------- | ---------------- | ------------------ | -------- | ------ | ------------------------ | ----------- | -------------------------- |
| ESSA-1      | OT-3              | 3 février 1966   | 12 juin 1968       | Delta C  | 304 kg | 685 × 803 km, 97,9°      | 1966-008A   | Lancé depuis Cap Canaveral |
| ESSA-2      | OT-2              | 28 février 1966  | 16 octobre 1970    | Delta C  | 286 kg | 1 355 × 1 415 km, 101,3° | 1966-016A   | Lancé depuis Cap Canaveral |
| ESSA-3      | TOS-A             | 2 octobre 1966   | 2 décembre 1968    | Delta C  | 285 kg | 1 383 × 1 493 km, 100,9° | 1966-087A   | Lancé depuis Vandenberg    |
| ESSA-4      | TOS-B             | 26 janvier 1967  | 5 mai 1968         | Delta C  | 285 kg | 1 328 × 1 444 km, 102°   | 1967-006A   | Lancé depuis Vandenberg    |
| ESSA-5      | TOS-C             | 20 avril 1967    | 20 février 1970    | Delta C  | 290 kg | 1 361 × 1 423 km, 102°   | 1967-036A   | Lancé depuis Vandenberg    |
| ESSA-6      | TOS-D             | 10 novembre 1967 | 4 novembre 1969    | Delta C  | 299 kg | 1 410 × 1 488 km, 102°   | 1967-114A   | Lancé depuis Vandenberg    |
| ESSA-7      | TOS-E             | 16 août 1968     | 10 mars 1970       | Delta C  | 290 kg | 1 432 × 1 476 km, 102°   | 1968-069A   | Lancé depuis Vandenberg    |
| ESSA-8      | TOS-F             | 15 décembre 1968 | 12 mars 1976       | Delta N  | 297 kg | 1 421 × 1 470 km, 101°   | 1968-114A   | Lancé depuis Vandenberg    |
| ESSA-9      | TOS-G             | 26 février 1969  | novembre 1972      | Delta E1 | 290 kg | 1 432 × 1 512 km, 102°   | 1969-016A   | Lancé depuis Vandenberg    |

La série des satellites ESSA
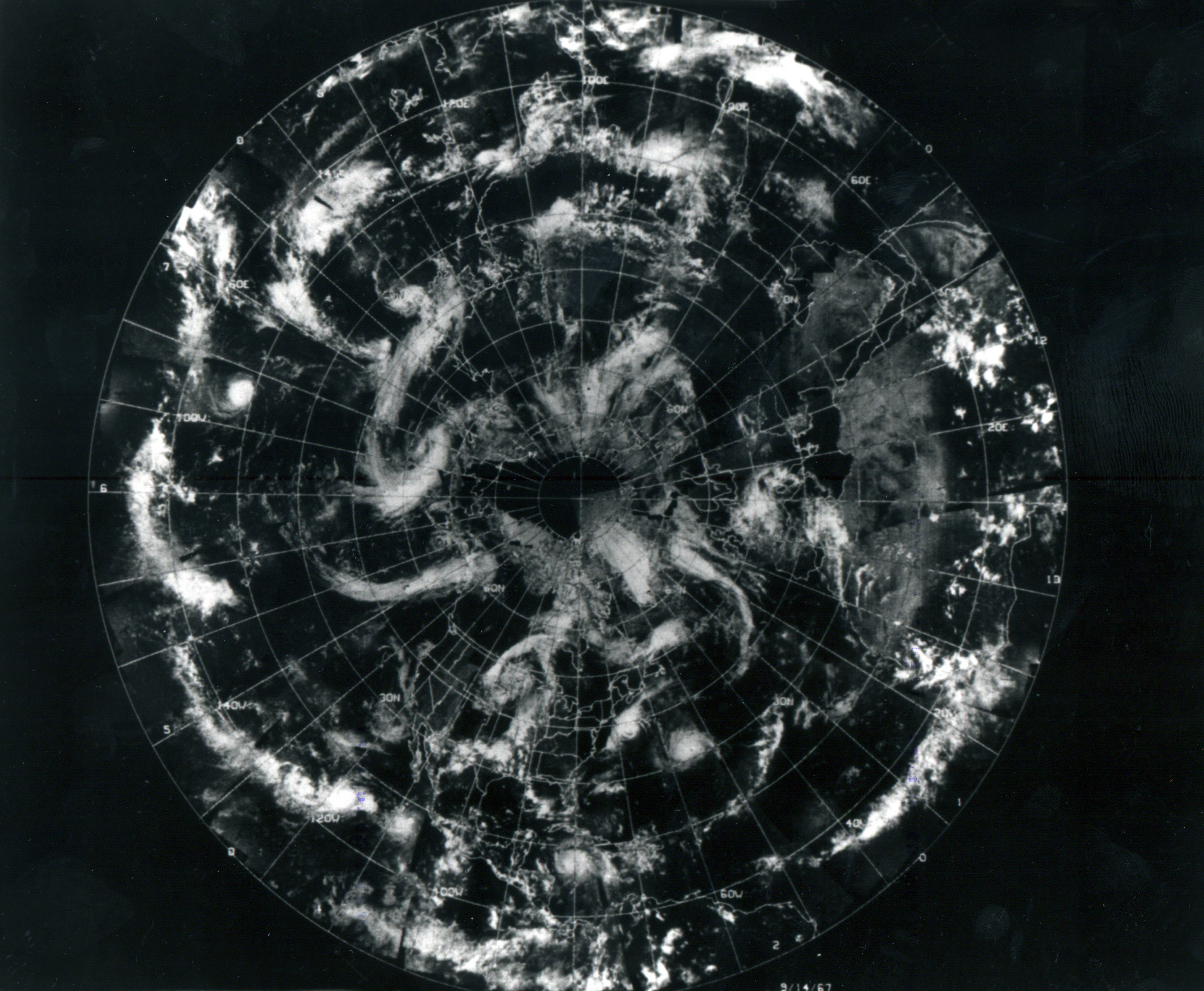
Une mosaïque de photos prises par le satellite ESSA-5 le 14 septembre 1967, montrant les ouragans Beulah, Dora, Chloe, Monica et Nannette.
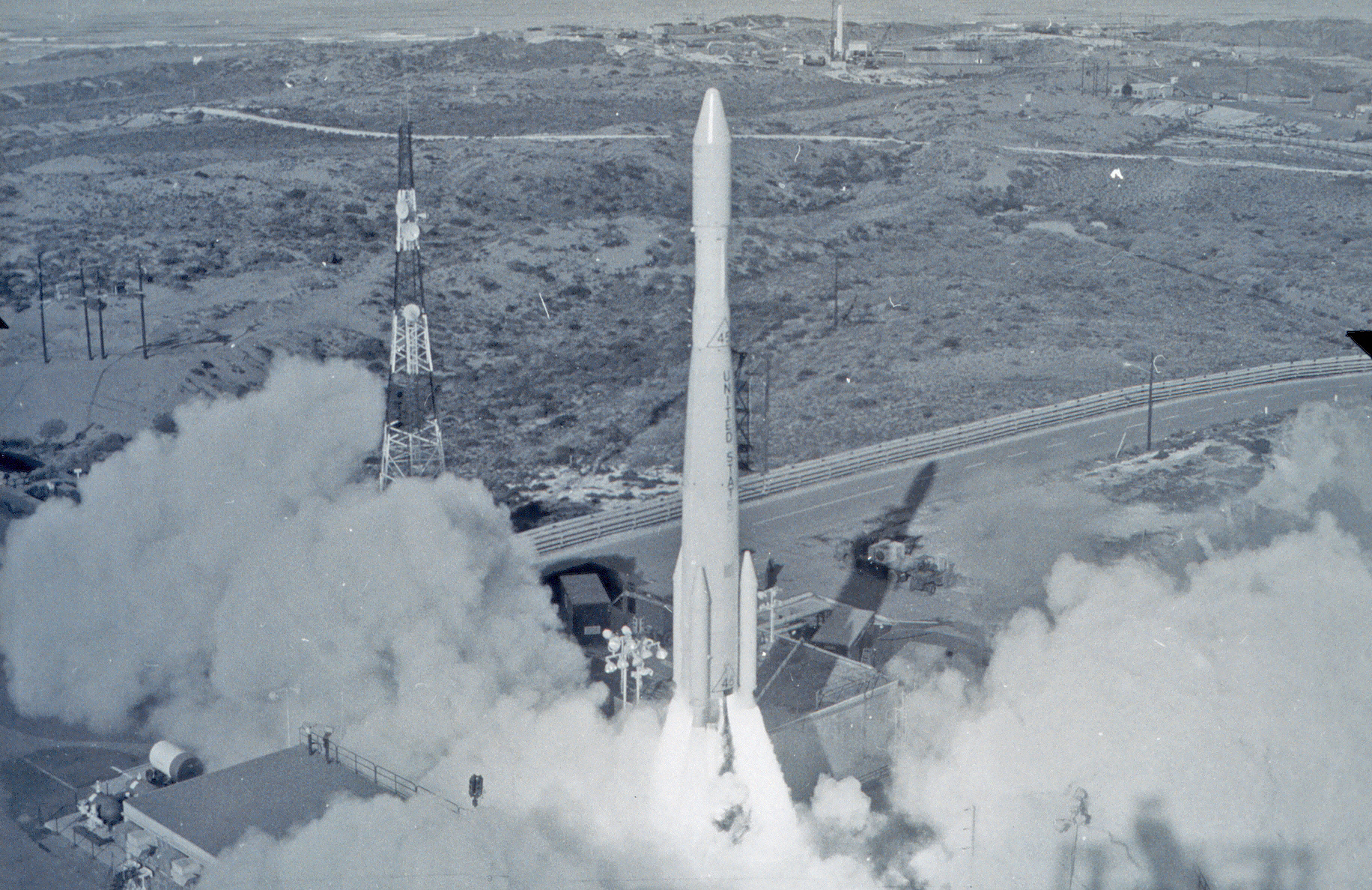
Le lancement du satellite ESSA-4 par un lanceur Delta C décollant de Cape Canaveral.
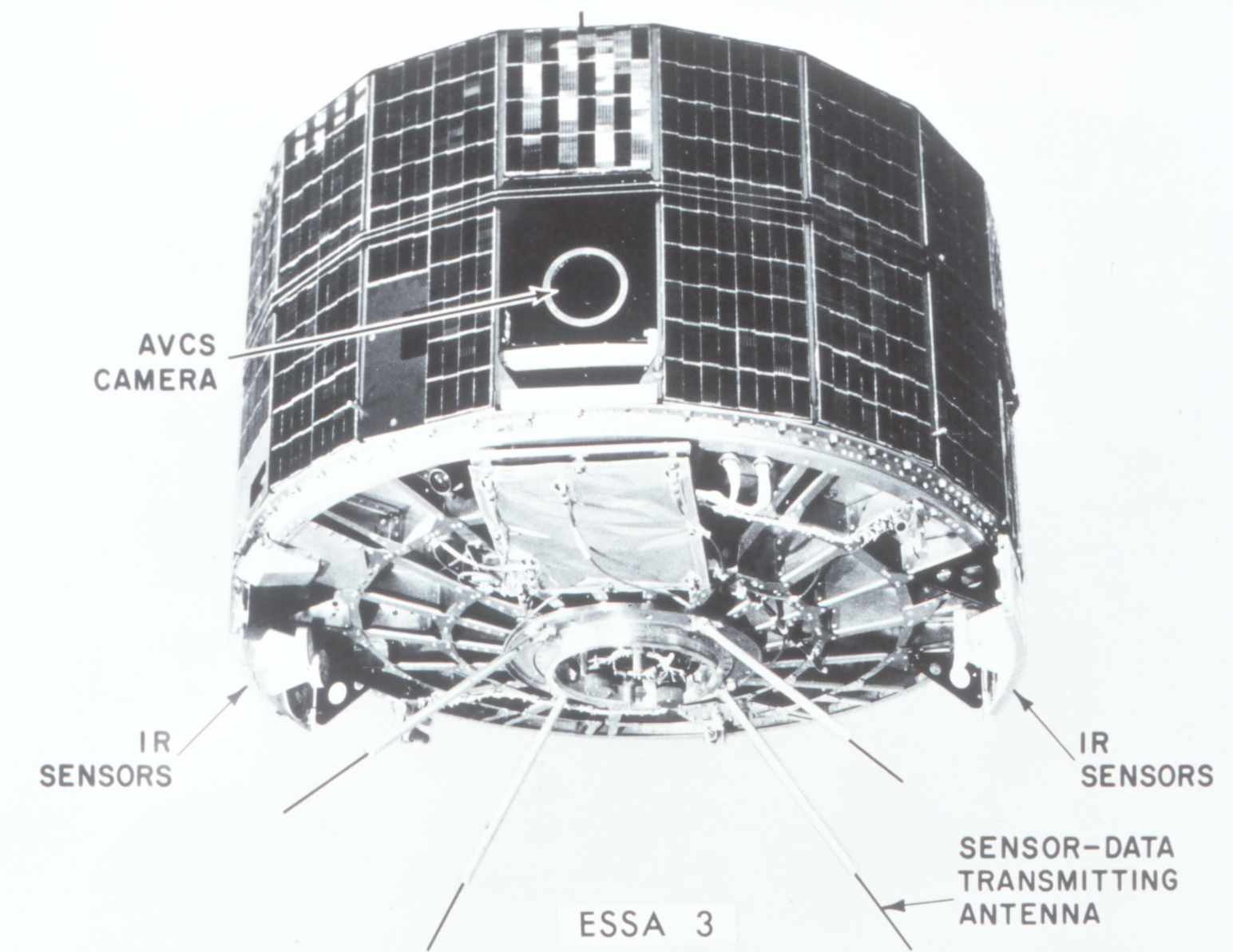
La position des principaux capteurs sur un satellite ESSA.

### NOAA ITOSouTIROS-M

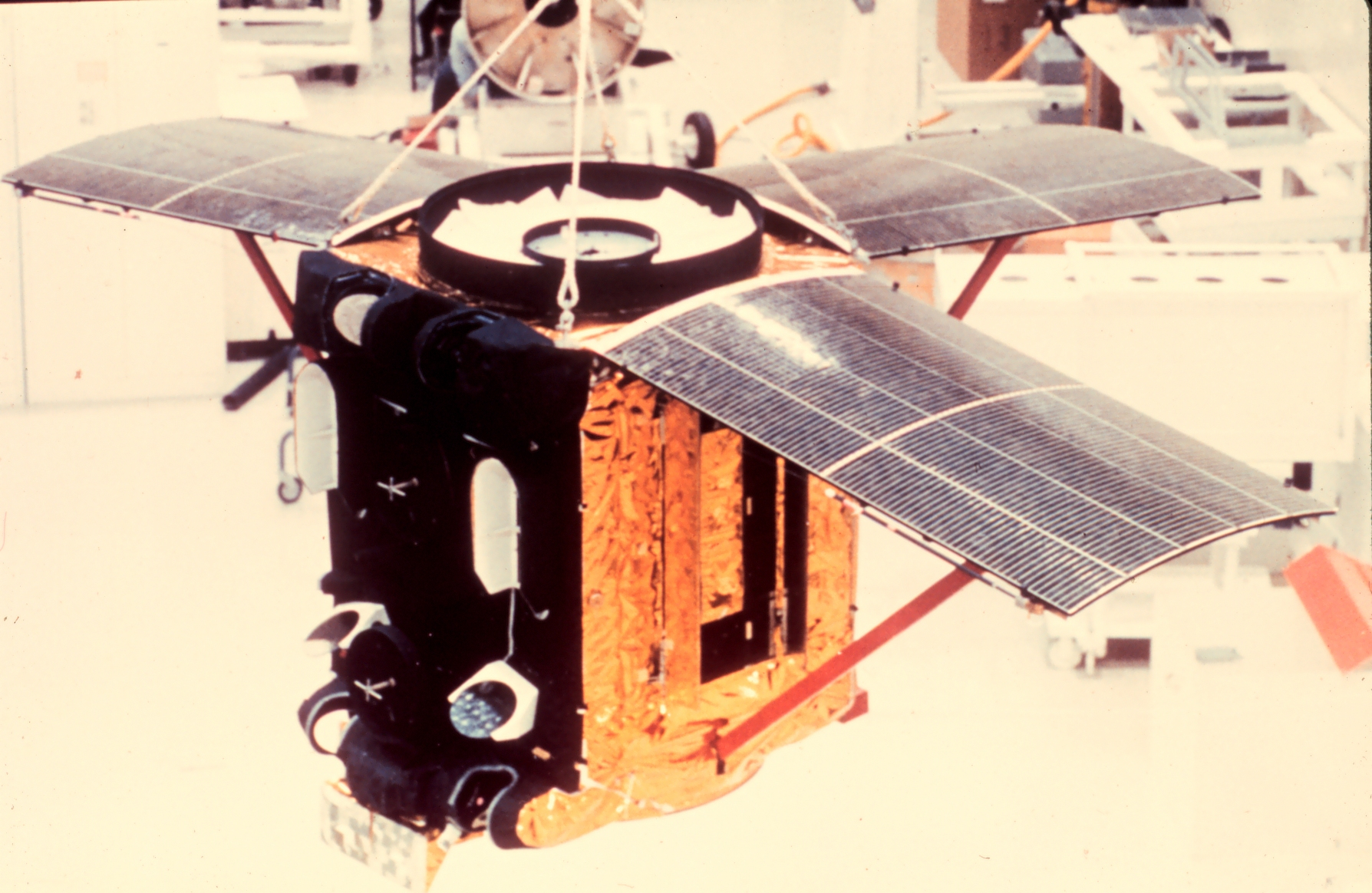
Satellite ITOS peu avant son lancement.

La série NOAA ITOS (en anglais : Improved Tiros Operational Systems) ou TIROS-M est la deuxième génération de satellites opérationnels du programme TIROS. Huit satellites de ce type sont lancés entre 1970 et 1976. Contrairement aux séries précédentes le satellite est stabilisé sur 3 axes ce qui permet de maintenir les capteurs en permanence orientés en permanence vers la Terre et accroît la quantité d'images collectées. La forme cylindrique imposée par le mode de stabilisation est remplacée par une forme parallélépipède (1,02 × 1,02 × 1,21 m). L'énergie est fournie par trois panneaux solaires qui sont déployés en orbite et dont la superficie atteint une superficie de 4,5 m2. Par rapport à la série précédent sa masse double passant à 310 kilogrammes et sont placés sur une orbite héliosynchrone à environ 1 400 kilomètres d'altitude. Deux sous-séries aux caractéristiques différentes sont lancés :
- Les trois premiers satellites (TIROS-M, NOAA-1 et ITOS-B emportent quatre caméras à tube vidicon classiques : deux AVCS (Advanced Vidicon Camera System) dont les images sont transmises toutes les 12 heures au service météorologique américain et deux APT (en anglais : Automatic Picture Transmission) dont les images sont transmises en temps réel aux stations locales[22].
- Les cinq satellites suivants (NOAA-2, -3, -4, -5 et ITOS-E) qui sont lancés entre 1972 et 1976, emportent des radiomètres VHRR (en anglais : Very High Resolution Radiometer) qui remplacent les caméras. Ils comportent deux canaux (0,6-0,7 et 10,5-12,5 micromètres). La résolution spatiale atteint 0,9 kilomètre[23].

Les autres instruments sont : 
- Deux radiomètres SR (en anglais : NASA Space Science Data Coordinated Archive Header Scanning Radiometer) mesurant le rayonnement dans les bandes de fréquence 0,52-0,73 et 10,5-12,5 micromètres avec une résolution de 4 kilomètres au nadir[24].
- L'instrument VTPR (en anglais : Vertical Temperature Profile Radiometer) collecte des données qui permettent d'établir des profils verticaux de température et de pression jusqu'à une altitude de 30 km, la quantité de vapeur d'eau et de dioxyde de carbone. L'instrument est radiomètre mesurant le rayonnement dans 8 fréquences différentes. L'ensemble de la surface de la planète est balayé deux fois par jour avec une résolution spatiale de 50 km2[25].
- Un instrument de mesure de protons comprend trois détecteurs omnidirectionnel mesurant le flux de protons solaires dont l'énergie est supérieure à 10, 30 et 60 MeV. Deux détecteurs directionnels orientés perpendiculairement l'un par rapport à l'autre mesurent les protons dont l'énergie est comprise entre 0,27 et 3,2 MeV (avec trois intervalles) et ceux dont l'énergie est comprise entre 3,2 et 60 MeV ainsi que les particules alpha dont l'énergie est comprise entre 12,5 et 32 MeV[26].

Deux des huit satellites sont victimes de défaillance de leur lanceur : ITOS-B (1971), ITOS-E (1973).
| Désignation | Autre appellation | Date lancement   | Durée de vie / fin | Lanceur    | Masse    | Orbite                   | Identifiant | Complément                                                                 |
| ----------- | ----------------- | ---------------- | ------------------ | ---------- | -------- | ------------------------ | ----------- | -------------------------------------------------------------------------- |
| TIROS-M     | ITOS-1            | 23 janvier 1970  | 18 juin 1971       | Delta N6   | 309 kg   | 1 432 × 1 476 km, 102°   | 1970-008A   |                                                                            |
| NOAA-1      | ITOS-A            | 11 décembre 1970 | 19 août 1971       | Delta N6   | 306 kg   | 1 422 × 1 472 km, 101,9° | 1970-106A   |                                                                            |
| ITOS-B      |                   | 21 octobre 1971  | 21 octobre 1971    | Delta N6   | 306 kg   |                          |             | Échec du lancement dû à un dysfonctionnement du deuxième étage du lanceur. |
| NOAA-2      | ITOS-D            | 15 octobre 1972  | 30 janvier 1975    | Delta N6   | 306 kg   | 1 448 × 1 453 km, 101,8° | 1972-082A   |                                                                            |
| ITOS-E      |                   | 16 juillet 1973  | 16 juillet 1973    | Delta 300  | 306 kg   |                          |             | Échec du lancement.                                                        |
| NOAA-3      | ITOS-F            | 6 novembre 1973  | août 1976          | Delta 300  | 346 kg   | 1 500 × 1 509 km, 102,1° | 1973-086A   |                                                                            |
| NOAA-4      | ITOS-G            | 15 novembre 1974 | 18 novembre 1978   | Delta 2310 | 339,7 kg | 1 451 × 1 465 km, 101,5° | 1974-089A   |                                                                            |
| NOAA-5      | ITOS-H            | 29 juillet 1976  | 16 juillet 1979    | Delta 2310 | 336 kg   | 1 516 × 1 631 km, 101,9° | 1976-077A   |                                                                            |

### TIROS-N
Les satellites de la série TIROS-N (4 satellites lancés entre 1978 et 1991) sont dérivés des satellites météorologiques militaires américains DMSP. Ils utilisent une nouvelle plate-forme qui intègre l'étage à propergol solide Star-37E chargé de placé le satellite sur son orbite finale. Cet étage a une masse de 716 kilogrammes dont 48 kilogrammes pour l'enveloppe qui reste solidaire du satellite en orbite. La masse de celui-ci est alors de 736 kg. Le satellite a la forme d'un parallélépipède d'une longueur de 3,71 mètres pour un diamètre de 1,88 mètre. Le contrôle de l'orientation et les corrections d'orbite sont réalisés à l'aide de propulseurs à gaz froid (azote) et de petits moteurs-fusées à ergols liquides brûlant de l'hydrazine. Les TIROS-N sont lancés depuis la base de lancement de Vandenberg par des lanceurs Atlas F. Le lancement du troisième satellite de la série qui a lieu le 29 mai 1980 échoue à la suite d'une fuite dans l'alimentation de la propulsion du premier étage. Les TIROS-N emportent les instruments suivants, :

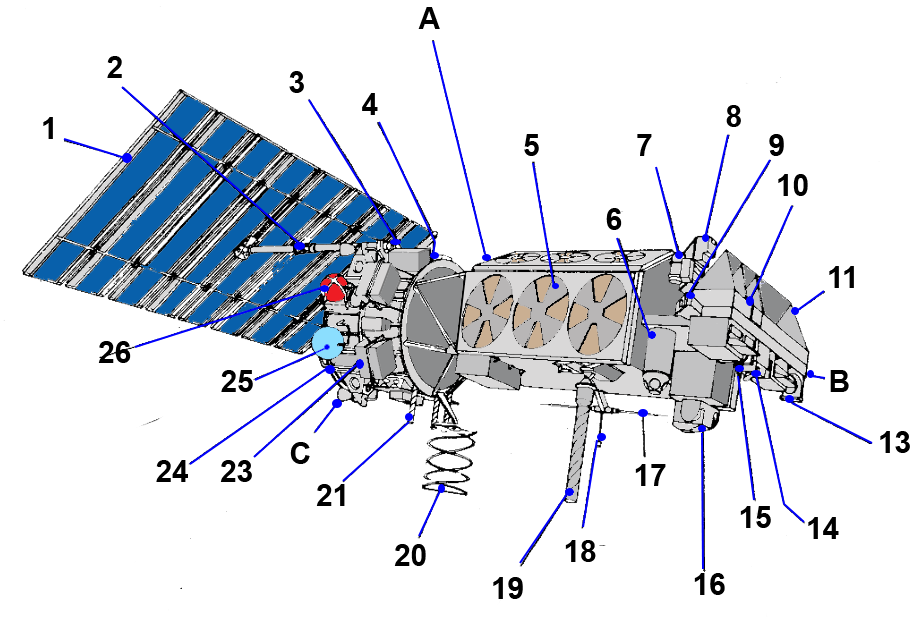
Schéma satellite TIROS-N : 1 Panneaux solaires - 2 Moteur d'orientation des panneaux solaires - 3 Électronique du moteur - 4 Antenne omnidirectionnelle bande S - A Module des équipements de support - 5 Persiennes du système de contrôle thermique (x12) - 6 Capteur terrestre - 7 Détecteur de protons à haute énergie et de particules alpha - 8 Détecteur de protons et électrons moyenne énergie - 9 Capteur solaire - 10 Centrale à inergtie - 11 Paresoleil de la plateforme des instruments - B Module des instruments - 13 Radiomètre VHRR - 14 Sondeur de stratosphère - 15 Sondeur infrarouge à haute résolution - 16 Sondeur micro-ondes à haute résolution - 17 Antenne de réception des commandes - 18 Antenne omnidirectionnelle bande S - 19 Antenne UHF - 20 Antenne VHF temps réel - 21 Antennes Bande S (x3) - C Module de propulsion - 22 Moteurs-fusées (x4) - 23 Batteries - 44 Structure des moteurs de contrôle d'attitude - 25 Réservoir d'hydrazine- 66 Réservoir d'azote..

- AVHRR/1 (en anglais : Advanced Very High Resolution Radiometer / Version 1) pour l'observation de la couverture nuageuse mondiale de jour et de nuit. La résolution spatiale est de 1 km et l'instrument dispose de 5 canaux entre lumière visible et infrarouge moyen (12,5 micromètres[De quoi ?]).
- TOVS (en anglais : Tiros Operational Vertical Sounder) fournit les profils de température et de vapeur d'eau dans l'atmosphère. Cette suite comprend :
  - HIRS/2 (en anglais : High Resolution Infrared Radiation Sounder / Version 2)
  - SSU (en anglais : Stratospheric Sounding Unit)
  - MSU (en anglais : Microwave Sounding Unit)
- SEM (en anglais : Space Environment Monitor) mesure les flux de proton et d'électrons à proximité de la Terre.
- DCS (en anglais : Data Collection System) ou DCPLS (en anglais : Data Collection and Platform Location System) est un équipement fourni par l'agence spatiale française, le CNES, qui relaie les données collectées par des ballons atmosphériques et des bouées océaniques vers des stations terriennes.

| Désignation | Autre appellation | Date lancement  | Durée de vie / fin | Lanceur   | Masse  | Orbite              | Identifiant | Complément         |
| ----------- | ----------------- | --------------- | ------------------ | --------- | ------ | ------------------- | ----------- | ------------------ |
| TIROS-N     |                   | 13 octobre 1978 | 27 février 1981    | Atlas F   | 734 kg | 829 × 845 km, 98,7° | 1978-096A   |                    |
| NOAA-6      | NOAA-A            | 27 juin 1979    | 31 mars 1987       | Atlas F   | 723 kg | 833 × 833 km, 98,7° | 1979-057A   |                    |
| NOAA-B      |                   | 29 mai 1980     | 29 mai 1980        | Atlas F   | 723 kg |                     |             | Échec du lancement |
| NOAA-7      | NOAA-C            | 23 juin 1981    | 7 juin 1986        | Atlas E/F | 589 kg | 834 × 850 km, 98,9° | 1981-059A   |                    |

### Advanced TIROS-N
Les satellites TIROS-N Avancés (11 satellites lancés entre 1983 et 2009) utilisent toujours la plate-forme du TIROS-N mais ont une masse qui augmente considérablement du fait d'une suite d'instruments plus importante.
Cette série (NOAA-8 à -14) emporte les instruments suivants : 
- ARGOS DCS (en anglais : ARGOS Data Collection System).
- AVHRR (en anglais : Advanced Very High Resolution Radiometer) pour l'observation de la couverture nuageuse globale de jour et de nuit.
- HIRS/2 (en anglais : High-resolution Infra Red Sounder / Version 2).
- MSU (en anglais : Microwave Sounding Unit).
- SSU (en anglais : Stratospheric Sounding Unit).
- SEM/MEPED (en anglais : SEM / Medium Energy Proton and Electron Detector).
- SEM/TED (en anglais : SEM / Total Energy Detector).
- ERBE (en anglais : Earth Radiation Budget Experiment) (NOAA-9 et -10).
- SARSAT (en anglais : Search And Rescue Satellite-Aided Tracking System) (NOAA-8, -9, -10, -11, -13, -14).
- SBUV/2 (en anglais : Solar Backscatter Ultraviolet / Version 2) (NOAA-9, -10, -11, -13).

| Désignation | Autre appellation | Date lancement    | Durée de vie / fin | Lanceur | Masse totale (masse à sec) | Orbite              | Identifiant | Complément                                                       |
| ----------- | ----------------- | ----------------- | ------------------ | ------- | -------------------------- | ------------------- | ----------- | ---------------------------------------------------------------- |
| NOAA-8      | NOAA-E            | 28 mars 1983      | 29 décembre 1985   | Atlas E | 1 420 kg                   | 806 × 829 km, 98,8° | 1983-022A   |                                                                  |
| NOAA-9      | NOAA-F            | 12 décembre 1984  | 13 février 1998    | Atlas E | 1 420 kg (740 kg)          | 834 × 857 km, 98,9° | 1984-123A   |                                                                  |
| NOAA-10     | NOAA-G            | 17 septembre 1986 | 30 août 2001       | Atlas E | 1 418 kg (739 kg)          | 833 × 870 km, 98,6° | 1986-073A   |                                                                  |
| NOAA-11     | NOAA-H            | 24 septembre 1988 | 16 juin 2004       | Atlas E | 1 420 kg (740 kg)          | 840 × 857 km, 98,5° | 1988-089A   |                                                                  |
| NOAA-12     | NOAA-D            | 14 mai 1991       | 10 août 2007       | Atlas E | 1 420 kg (740 kg)          | 804 × 822 km, 98,5° | 1991-032A   |                                                                  |
| NOAA-13     | NOAA-I            | 9 août 1993       | 21 août 1993       | Atlas E | 1 420 kg (740 kg)          | 860 × 878 km, 98,9° | 1993-050A   | Échec : système de production d'énergie du satellite défaillant. |
| NOAA-14     | NOAA-J            | 30 décembre 1994  | 23 mai 2007        | Atlas E | 1 420 kg (1 050 kg)        | 845 × 860 km, 98,5° | 1994-089A   |                                                                  |

### NOAA POES

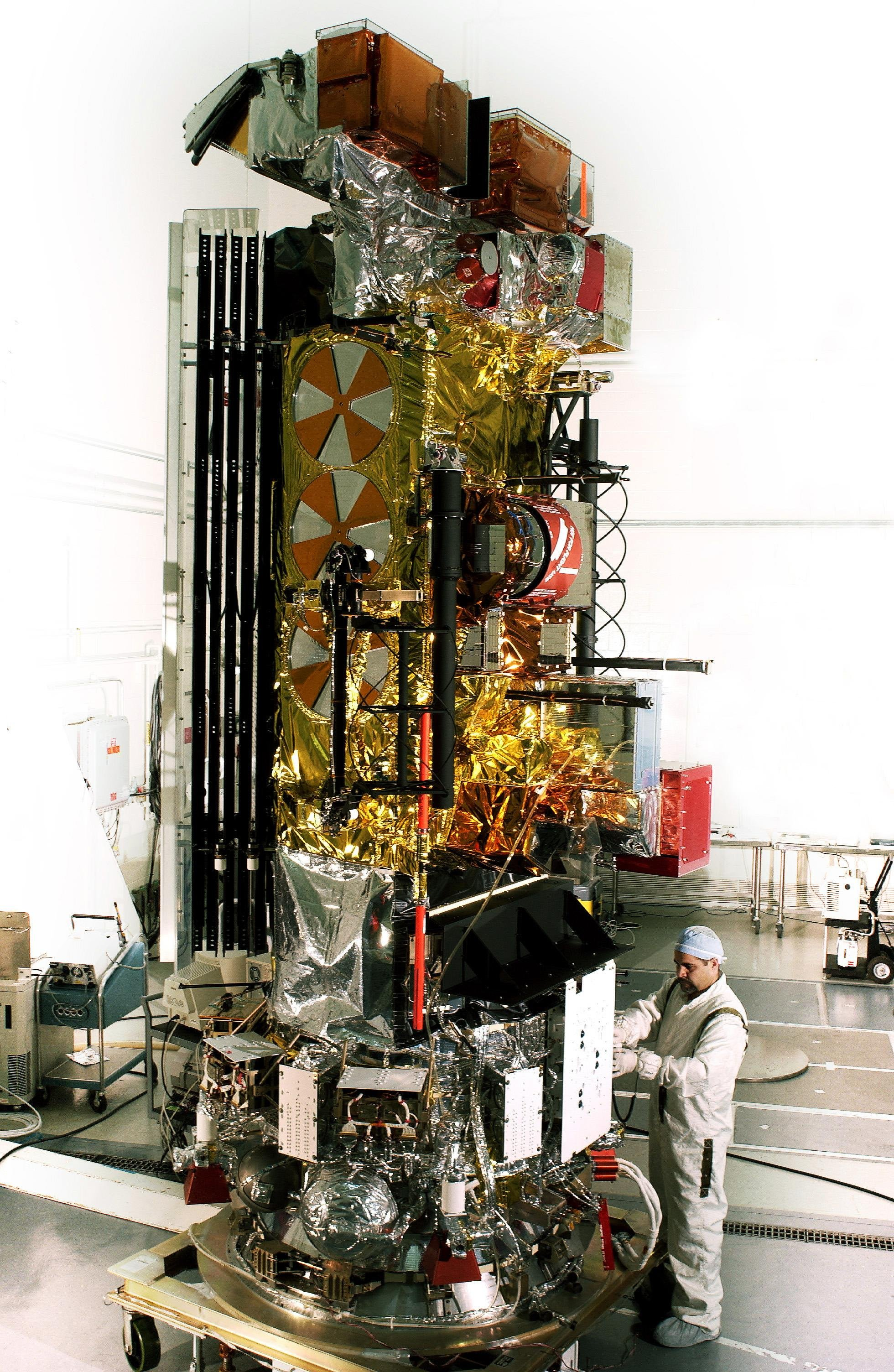
Le satellite NOAA-19, dernier satellite de la famille des TIROS lancé en 2009.

La série des NOAA POES (en anglais : NOAA Polar Operational Environmental Satellites) constitue la cinquième génération des satellites météorologiques polaires américains. Elle comprend de nombreux changements par rapport à la génération précédente : des panneaux solaires produisant 45 % d'énergie en plus, les principaux systèmes (propulsion, contrôle d'attitude sont redimmensionnés et la structure est renforcée pour supporter la masse accrue de la série d'instruments AMSU. Elle comporte deux sous-séries.
La sous-série qui comprend les satellites NOAA-15 à -17 emporte une série d'instruments améliorés qui fait passer la masse au lancement à 2 232 kg (1 479 kg en orbite). Elle emporte les instruments suivants : 
- AVHRR/3 (en anglais : Advanced Very High Resolution Radiometer / Version 3) pour l'observation de la couverture nuageuse mondiale de jour et de nuit.
- ATOVS (en anglais : Advanced Tiros Operational vertical Sounder) fournit les profils de température et de vapeur d'eau dans l'atmosphère. Cette suite comprend :
  - HIRS/3 (en anglais : High-resolution Infrared Radiation Sounder / Version 3).
  - AMSU-A (en anglais : Advanced Microwave Sounding Unit A).
  - AMSU-B (en anglais : Advanced Microwave Sounding Unit B).
- SEM-2 (en anglais : Space Environment Monitor-2), mesure les flux de proton et d'électrons à proximité de la Terre.
- ARGOS-2 (DCS-2).
- SARSAT.

Enfin la dernière sous-série des satellites TIROS (NOAA-18 et -19) emporte des instruments différents. L'instrument AMSU-B est remplacé par le MHS (en anglais : Microwave Humidity Sounder) et HIRS/3 par HIRS/4. Le satellite n'est plus intégré avec le dernier étage à propergol solide car ce dernier fait désormais partie du lanceur. La masse du satellite au lancement est alors abaissée à 1 419 kg. Au cours de manipulations en phase d'assemblage, NOAA-19 est sévèrement endommagé mais il est réparé et lancé.
| Désignation | Autre appellation | Date lancement    | État d'utilisation                                           | Lanceur           | Masse totale (masse à sec) | Orbite               | Identifiant | Complément |
| ----------- | ----------------- | ----------------- | ------------------------------------------------------------ | ----------------- | -------------------------- | -------------------- | ----------- | ---------- |
| NOAA-15     | NOAA-K            | 13 mai 1998       | en service                                                   | Titan II 23G      | 1 457 kg                   | 805 × 821 km, 98,8°  | 1998-030A   |            |
| NOAA-16     | NOAA-L            | 21 septembre 2000 | mis hors service le 9 juin 2014, détruit le 25 novembre 2015 | Titan II 23G      | 1 457 kg                   | 848 × 862 km, 98,96° | 2000-055A   |            |
| NOAA-17     | NOAA-M            | 24 juin 2002      | mis hors service le 10 avril 2013                            | Titan II 23G      | 1 457 kg                   | 808 × 825 km, 98,3°  | 2002-032A   |            |
| NOAA-18     | NOAA-N            | 20 mai 2005       | mis hors service le 6 juin 2025 à 17 h 49 UTC                | Delta II 7320-10C | 1 457 kg                   | 848 × 869 km, 99,2°  | 2005-018A   |            |
| NOAA-19     | NOAA-N Prime      | 6 février 2009    | mis hors service le 13 août 2025 à 16 h 55 UTC               | Delta II 7320-10C | 1 420 kg                   | 850 × 869 km, 98,7°  | 2009-005A   |            |

## Les successeurs des satellitesTIROS

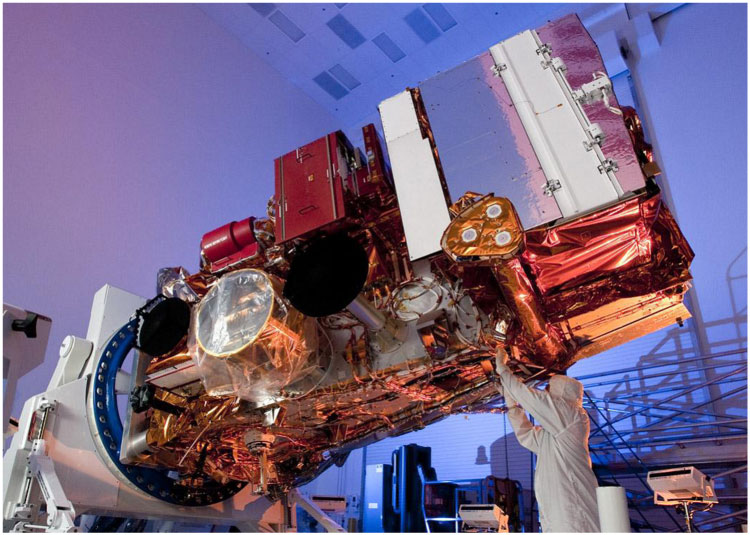
Le satellite NOAA-20 (JPSS-1), premier satellite de type Joint Polar Satellite System qui remplace la famille des TIROS (lancement en 2017).

En 1994, le programme NPOESS est lancé à l'initiative du gouvernement américain pour développer la prochaine génération de satellites météorologiques en orbite polaire qui doit remplacer simultanément la famille des satellites NOAA POES civils (dernière série des TIROS) et les satellites DMSP militaires afin de réduire les coûts. Le programme est piloté par les trois agences gouvernementales concernées : la NOAA est chargée de l'ensemble du nouveau programme, l'Armée de l'air américaine des dispositifs de collecte et de traitement des données et la NASA du développement des instruments. Pour réduire les risques, un satellite prototype le Suomi NPP (en anglais : NPOESS Preparatory Project) est développé. Le contrat lançant la production du premier satellite est passé en 2002. Le coût de l'ensemble du programme, qui comprend six satellites et doit s'achever en 2008, est évalué à 7 milliards de dollars américains. Le projet rencontre plusieurs difficultés : la mise au point de l'instrument VIIRS se heurte à des problèmes techniques, le coût global passe à 10 milliards de dollars tandis que l'échéance recule de 2008 à 2010. Les objectifs du programme sont revus à la baisse (nombre de satellites, nombre d'instruments embarqués) mais le programme continue à accumuler retards et dépassements. Le coût estimé passe à 14 milliards de dollars et la mise au point de VIIRS continue à rencontrer des problèmes. Finalement, le programme commun NPOESS est annulé en février 2010. Seule la fabrication du satellite Suomi NPP est achevée et celui-ci est lancé en 2011. La NOAA décide de développer pour son seul besoin la série des JPSS (en anglais : Joint Polar Satellite System) qui deviennent les vrais successeurs de la famille des TIROS. Ces satellites, aux caractéristiques proches du Suomi NPP, ont une masse de 2 540 kg et emportent cinq instruments. Le premier exemplaire, JPSS-1 (NOAA-20), est lancé en 2017,.